# Zoologisches Museum Kiel

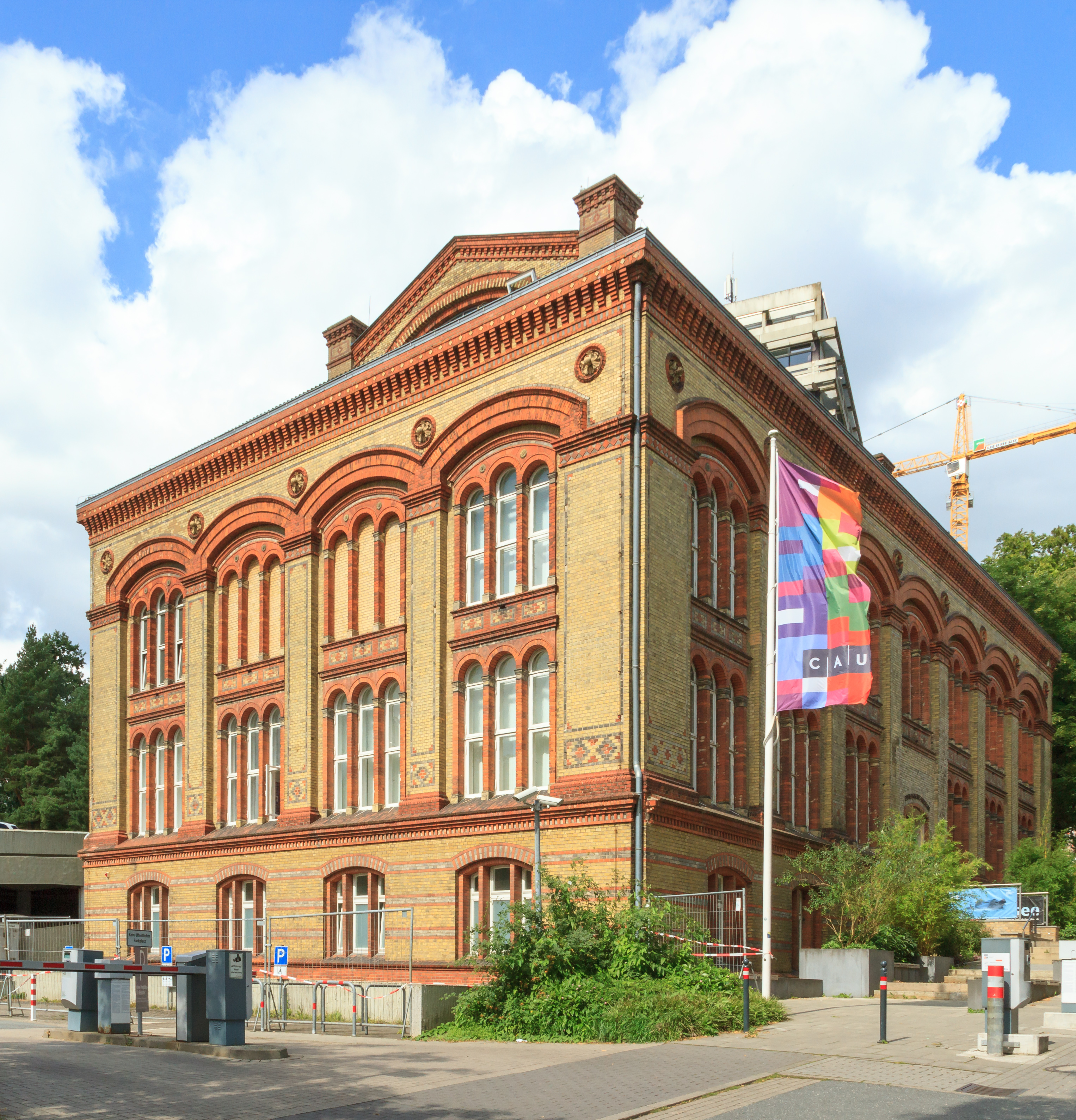
Zoologisches Museum Kiel (Ostseite am Schlossgarten)

Das Zoologische Museum Kiel ist eine Einrichtung der Christian-Albrechts-Universität zu Kiel, deren Geschichte bis in das 17. Jahrhundert zurückreicht.

## Exponate
Die Ausstellungen zeigen verschiedene Exponate zu Walen, darunter das einzige Skelett eines Blauwales und eines Weißwales in Deutschland, eine Ausstellung zur Biosystematik der Tiere, etwa 300 Präparate europäischer Vögel, die Ökologie der Schmetterlinge und 2010 anlässlich des 100. Todestages von Karl August Möbius und des 200. Geburtstages von Wilhelm Behn Exponate zur Geschichte der zoologischen Forschung in Kiel.
Hinzu kommen die persönlichen Sammlungen von Johann Daniel Major, Johann Christian Fabricius und Christian Rudolph Wilhelm Wiedemann.
Die Sammlungen mehrerer meereszoologischer Expeditionen werden im Museum aufbewahrt, darunter der Galathea-Expedition (1845–1847), der Albatross-Expedition (1876–1885), der Plankton-Expedition (1889), der Valdivia-Expedition (1898–1899) und der Gauß-Expedition (1901–1903) unter Erich von Drygalski.
In Zusammenarbeit mit dem Exzellenzcluster Ozean der Zukunft werden seit dem 30. Juni 2011 im 1. Stock des Martin-Gropius-Baus auf rund 70 Quadratmetern die aktuellen Forschungsthemen des Clusters präsentiert.

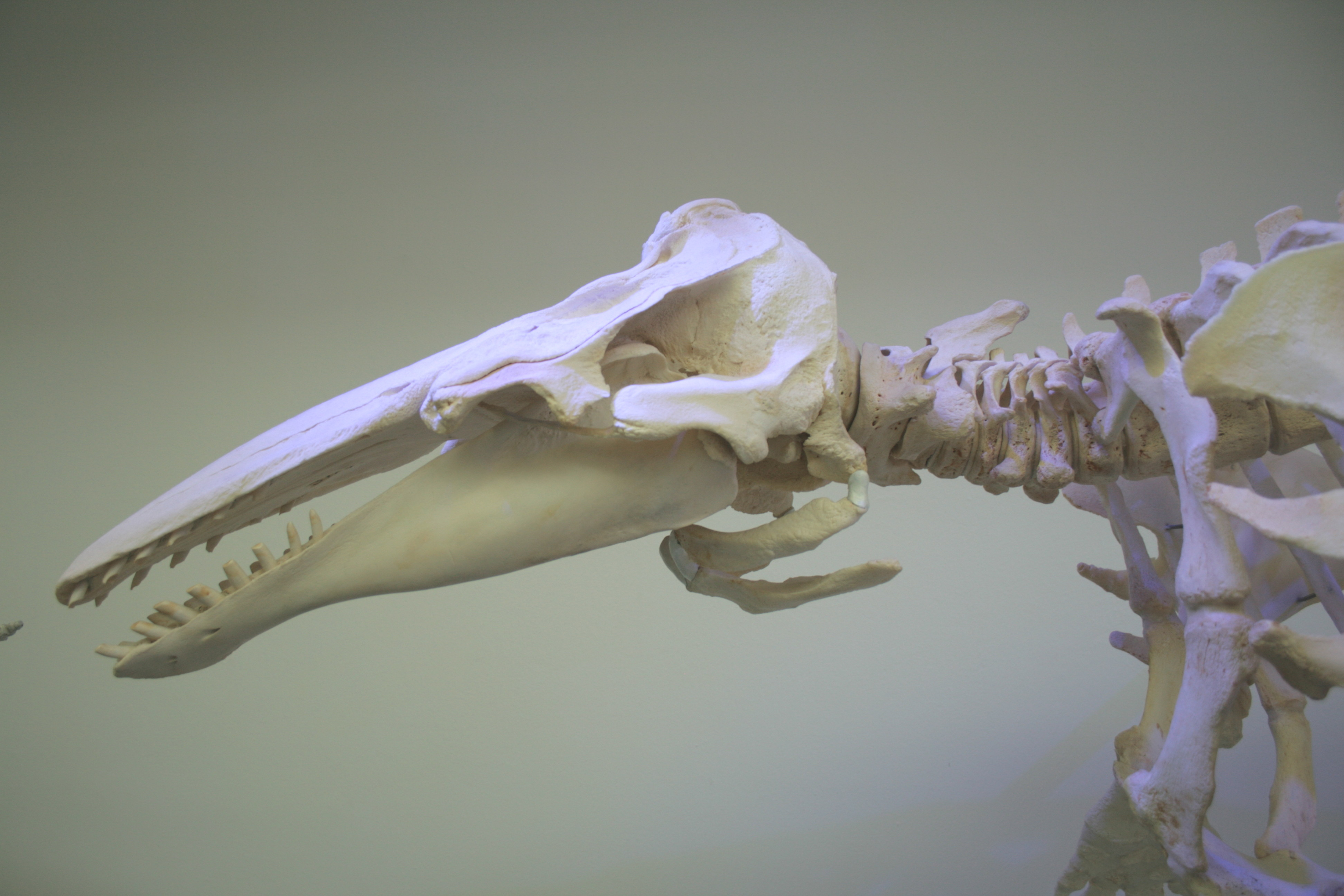
Beluga-Skelett
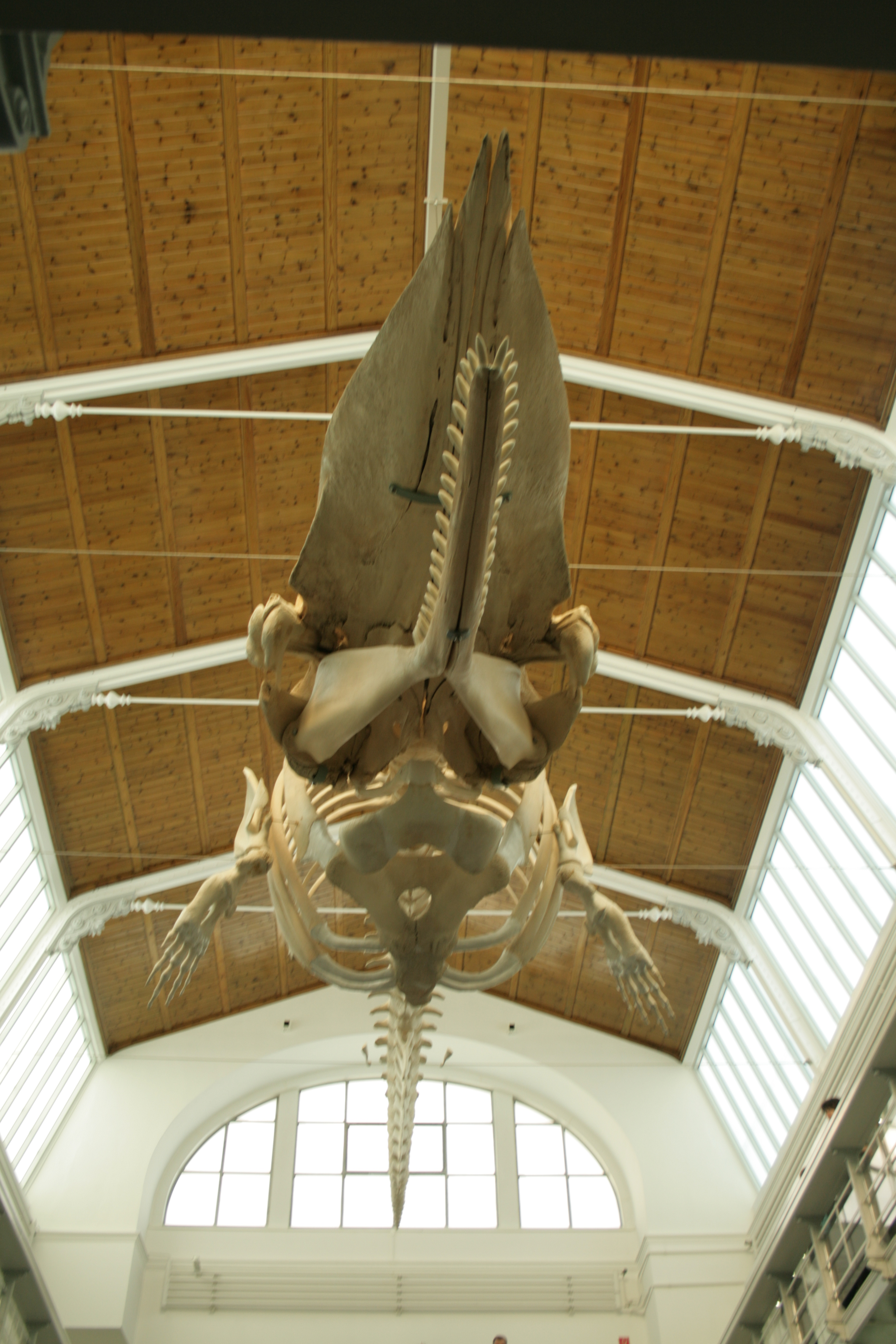
Pottwal-Skelett unter dem Dach
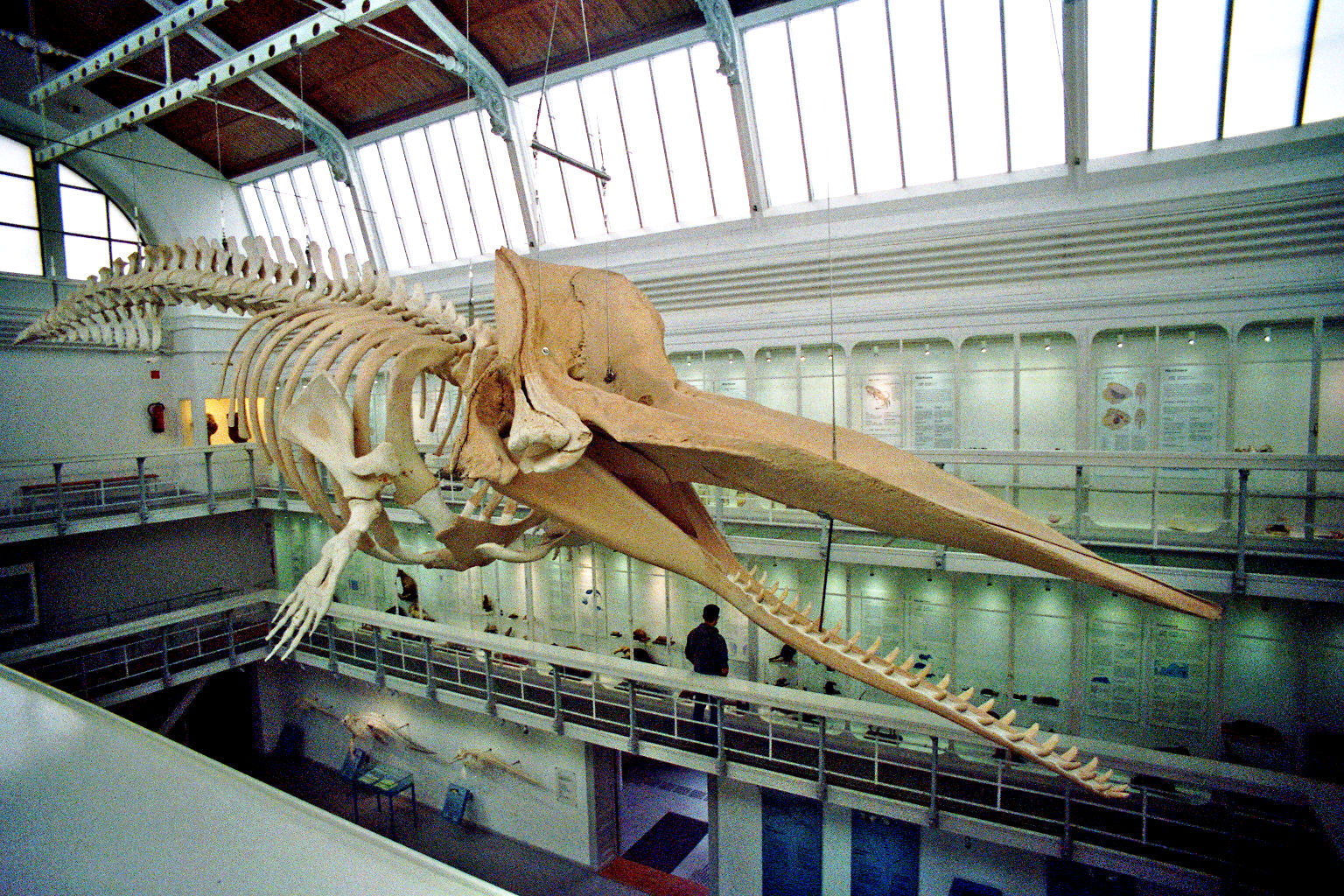
Pottwal Skelett (Seitenansicht)